# Neocossyphus rufus
Neocossyphus rufus là một loài chim trong họ Turdidae.